# Rebel Racing
Rebel Racing — компьютерная игра, выпущенная игровой студией Hutch Games 5 ноября 2019 года.

## Игровой процесс
Жанр игры: гонки. Задача игры пройти компанию, которая состоит из 7 гонок и получить автомобиль. В начале игры, дается 2 авто на выбор: Ford Mustang mach 1 1971 и Nissan Silvia s15 2002. Как и TOP DRIVES, в игре присутствуют классы автомобилей: начиная от D и заканчивая S. В игре есть известные марки машин такие как  Mazda, Bugatti, Porshe, KTM И Т. Д. Так же в игре есть события, клубы и испытания. В клубах могут давать авто за специальные очки. Есть боевой пропуск с наградами. В самом конце пропуска можно получить уникальную машину.
Каждый день игроку дают ежедневные награды, например ключи. За них можно открывать ящики в магазине и получать ресурсы, машины и золото. Так же, каждые 22 часа можно участвовать в гонках на определённой машине и получать ключи.
Можно улучшать машины, изменять цвет, диски (цвет) добавлять декали. Для улучшений нужны детали. Их можно зарабатывать в компаниях, в ящиках. Есть ежедневное событие с коробками (Нужно на тачке проехать за минуту трассу, ломая коробки. Они дают очки. Набрав 65 очков можно получить бронзовый ящик с примочками. Как утешительный приз дают 2000 денег.) Примочки нужны для бонуса к мощности, управляемости автомобиля.
Также в игре присутствует режим бездорожья. Но чтобы его разблокировать, нужно приобрести за 100 рублей автомобиль Chevrolet K5 Blazer 1979. Главный приз, тоже этот же авто, только выше классом и в уникальной раскраске. Всего в этом событии 5 этапов. Чтобы начать 2-й этап, нужно купить автомобиль MERCEDES X CLASS за 1000 золота. Следующие 2 машины нужно получить из ящиков, а последнюю купить за 1400 рублей.

## Отзывы
| Русскоязычные издания | Русскоязычные издания |
| Издание               | Оценка                |
| --------------------- | --------------------- |
| «Игры Mail.ru»        | 6,5/10                |